# Дримиопсис
Дримиопсис (лат. Drimiopsis) — род цветковых растений подсемейства Гиацинтовые (Hyacinthaceae) семейства Спаржевые (Asparagaceae) порядка Спаржецветные (Asparagales), естественно произрастающий на территории Африки. 

## Название
Дримиопсис в переводе с греч. – подобный дримии (Drimia maritima – Морской лук, Дримия приморская). Растение по форме и строению напоминает Морской лук.

## Ботаническое описание

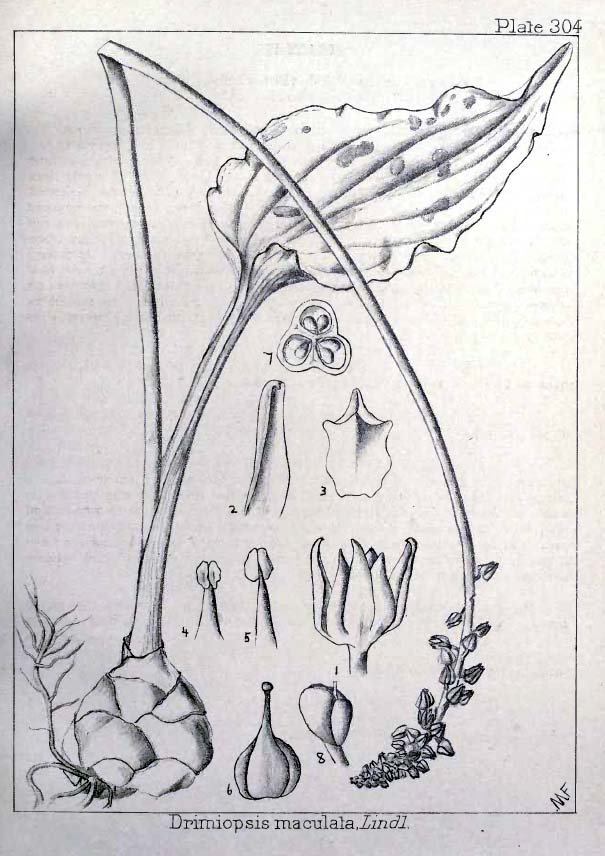
Ботаническая иллюстрация

Представители рода – многолетние, листопадные травы, имеющие луковицы от шаровидных до яйцевидных. Чешуи луковиц могут быть черепитчатыми и мясистыми. Листья встречаются от одного до нескольких штук на каждом растении, они могут быть с псевдочерешком или без него, имеют разнообразные формы – от узкояйцевидных до сердцевидных, и различные текстуры – от тонких до мясистых. Края листьев обычно цельные, иногда мелкозубчатые или пятнистые, а их поверхность может быть голой или опушенной. 
Соцветия находятся в пазухах листьев и представлены цилиндрическими кистями или колосками, где цветонос прямостоячий, а прицветники обычно мелкие. Цветки могут быть зелеными, белыми, розовыми или пурпурными, мелкими и многочисленными, а их цветоножки часто очень короткие или отсутствуют. Листочки околоцветника свободные, снизу сросшиеся, формируя трубку, с прямостоячими долями, иногда с вогнутыми вершинами. Тычинки, включенные в основание листочков околоцветника, обычно насчитывают шесть, а пыльники имеют различную ориентацию. Завязь является сидячей и продолговатой, с двумя прикорневыми семяпочками в каждом гнезде, стиль обычно тонкий, а рыльце находится в верхней части. Плод представляет собой обратнояйцевидную коробочку, глубоко трехугольной формы, которая сверху закруглена и растрескивается локулицидно. Семена имеют полушаровидную форму, плоские с абаксиальной стороны, черные, блестящие и покрыты бородавками.

## Распространение
Естественное распространение включает следующие территории: Бенин, Буркина-Фасо, Бурунди, Камерун, Капская провинция, Центральноафриканская Республика, Чад, Конго, Экваториальная Гвинея, Эфиопия, Гана, Гвинея, Кения, Квазулу-Натал, Мозамбик, Нигерия, Сомали, Уганда, Замбия, Заир и т.д.

## Виды
По информации базы данных The Plant List, род включает 14 видов:
- Drimiopsis atropurpurea N.E.Br.
- Drimiopsis barteri Baker
- Drimiopsis botryoides Baker, влаголюбивое луковичное растение. От многочисленных сросшихся зеленоватых некрупных луковиц отрастают стреловидные зеленые листья с мелкими темно-зелеными пятнами. Особенно это заметно в весенне-летний период. Цветет обычно в апреле, соцветия колосовидные, с мелкими невзрачными цветками белого цвета. Размножается весной луковицами. Отсаженные луковицы достаточно быстро развивают новые листья. Легко размножается листьями, которые укореняются в воде[5].
- Drimiopsis burkei Baker
- Drimiopsis comptonii U.Müll.-Doblies & D.Müll.-Doblies
- Drimiopsis davidsoniae U.Müll.-Doblies & D.Müll.-Doblies
- Drimiopsis fischeri (Engl.) Stedje
- Drimiopsis linioseta Hankey & Lebatha
- Drimiopsis maculata Lindl. & Paxton typus — Дримиопсис пятнистый, многолетнее, луковичное листопадное растение. Листья сердцевидно-овальные, 10-12 см длиной и 5-7 см шириной (в широкой части пластинки), зеленые, в темно-зеленом крапе. Черешок длинный, до 15 см длиной. Цветки мелкие, белые. Кистевидное соцветие. Период цветения с августа по сентябрь. Период покоя с декабря по февраль. В этот периодвозможно не только изменение окраски листьев на однотонную, но и листопад. Выйдя из периода покоя, снова наращивает листовую массу пятнистого цвета[2].
- Drimiopsis pusilla U.Müll.-Doblies & D.Müll.-Doblies
- Drimiopsis reilleyana U.Müll.-Doblies & D.Müll.-Doblies
- Drimiopsis rosea A.Chev.
- Drimiopsis seretii De Wild.
- Drimiopsis spicata (Baker) Sebsebe & Stedje